# Damüls-Mellau
Het skigebied Damüls-Mellau of Damüls-Mellau und Faschina ligt in de gemeenten Damüls en Mellau in het Bregenzerwald in Vorarlberg (Oostenrijk). Dankzij de samenvoeging van de twee skiregio's Damüls-Mellau en Faschina in 2010 is het een van de grootste skiregio's in Vorarlberg.
Het is het populairst voor zijn sneeuwveiligheid. In 2006 ontving Damüls de eretitel Sneeuwrijkste dorp van de wereld. In de meetperiode bedroeg de gemiddelde sneeuwhoogte per winterseizoen ongeveer 9,30 m.

## Geografie
Het skigebied Damüls-Mellau strekt zich uit op een hoogte tussen 700 m (dorp Mellau) en 2050 m (bergstation Ragazer Blanken) in het achterste Bregenzerwald vlak bij het Biosfeerreservaat Großwalsertal. De dorpen in en rond het skigebied zijn Damüls (1.430 m) en Mellau (700 m). Vanaf Mellau leidt een afneembare 10-persoons gondelbaan naar het skigebied en de Roßstelle. Vanuit Damüls leiden skiliften direct naar het skigebied. Ongeveer 80% van de huizen in Damüls bevinden zich op pistes of max. 100 m weg van een piste. Dit maakt Damüls populair voor "ski-in ski-out".

## Pistes
Het skigebied biedt 109 km aan pistes, waarvan 27,6 km blauwe pistes, 50,5 km rode pistes, 9,7 km zwarte pistes en 21,2 km freeride pistes.
De liftinfrastructuur verplaatst skiërs met behulp van 2 kabelbanen, 15 stoeltjesliften en 11 sleepliften.

#### Snowpark Damüls
Het snowpark bestaat uit meerdere snowparks, die met elkaar zijn verbonden (Mainpark, UGA-park, Kidspark, uga-all-MTN-line, Ragaz Pro Line). In het geheel hebben de snowparks een grootte van ongeveer 85.000 m² met ongeveer 2000 m aan freestyle pistes. Er zijn in totaal 40 freeride elementen, waaronder een halfpipe, waverides, sprongen, hoeken en boxen.

#### Cross-country skiën
Het skigebied biedt 2 langlaufloipes (11 km) op een hoogte tussen 1.500 and 1.700 m. De loipe Unterdamüls is ongeveer 6 km lang en varieert nauwelijks in hoogte. De zonnige langlaufloipe Stofel in Oberdamüls is ongeveer 5 km lang.

#### Rodelen
De rodelbaan heeft een lengte van 2,5 km en is verlicht om 's nachts (op woensdag en vrijdag) te rodelen.

## Liftsysteem
Het skigebied Damüls-Mellau en Faschina is met 28 liften een van de grootste skigebieden in het Bregenzerwald.
| Naam                 | Type                     | Lengte  | Capaciteit        |
| -------------------- | ------------------------ | ------- | ----------------- |
| Mellaubahn           | 10-persoons gondola      | 2,040 m | 3146 personen/uur |
| Gipfelbahn           | 8-persoons gondola       | 1,851 m | 2400 personen/uur |
| Roßstellenbahn       | 8-persoons stoeltjeslift | 638 m   | 3400 personen/uur |
| Sunneggbahn          | 6-persoons stoeltjeslift | 1,119 m | 2400 personen/uur |
| Ragazer Bahn         | 6-persoons stoeltjeslift | 1,404   | 2400 personen/uur |
| Elsenkopfbahn        | 6-persoons stoeltjeslift | 750 m   | 2600 personen/uur |
| Hohe Wacht Bahn      | 6-persoons stoeltjeslift | 1,060 m | 2400 personen/uur |
| Hasenbühel           | 6-persoons stoeltjeslift | 1,900 m | 2400 personen/uur |
| Suttisbahn           | 6-persoons stoeltjeslift | 1,150 m | 2214 personen/uur |
| Wildgunten           | 6-persoons stoeltjeslift | 1,210 m | 2400 personen/uur |
| Uga-Express          | 4-persoons stoeltjeslift | 1,600 m | 2200 personen/uur |
| Furkalift            | 4-persoons stoeltjeslift | 600 m   | 1800 personen/uur |
| Walisgaden Lift      | 2-persoons stoeltjeslift | 600 m   | 1440 personen/uur |
| Oberdamülser Lift    | 2-persoons stoeltjeslift | 1,400 m | 1440 personen/uur |
| Hohes Licht Lift     | 2-persoons stoeltjeslift | 1,200 m | 1440 personen/uur |
| SL KItzebühel        | 2-persoons sleeplift     | 490 m   | 800 personen/uur  |
| SL Sunnegg           | sleeplift                | 220 m   | 800 personen/uur  |
| Easy Cheesy Lift     | sleeplift voor kinderen  | 100 m   | 720 personen/uur  |
| Hasenlift            | sleeplift voor kinderen  | 112 m   | 800 personen/uur  |
| Riedboden Indianer 1 |                          | 50 m    |                   |
| Riedboden Indianer 2 |                          | 30 m    |                   |
| Alpenblume Bunny     |                          | 30 m    |                   |

## Fotogalerij

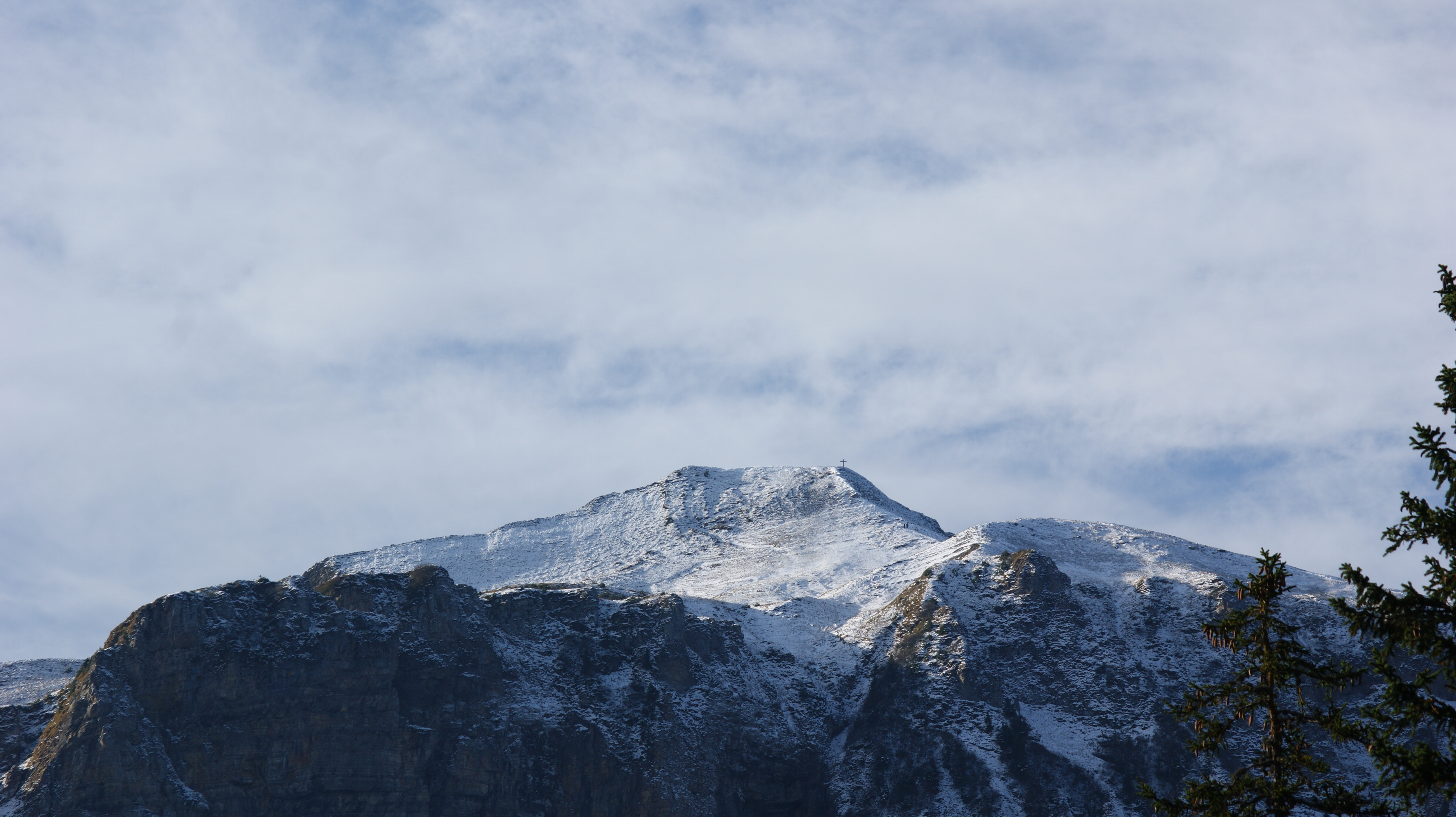
Blik op de Hochblanken vanaf de Alpe Roßstelle in Mellau
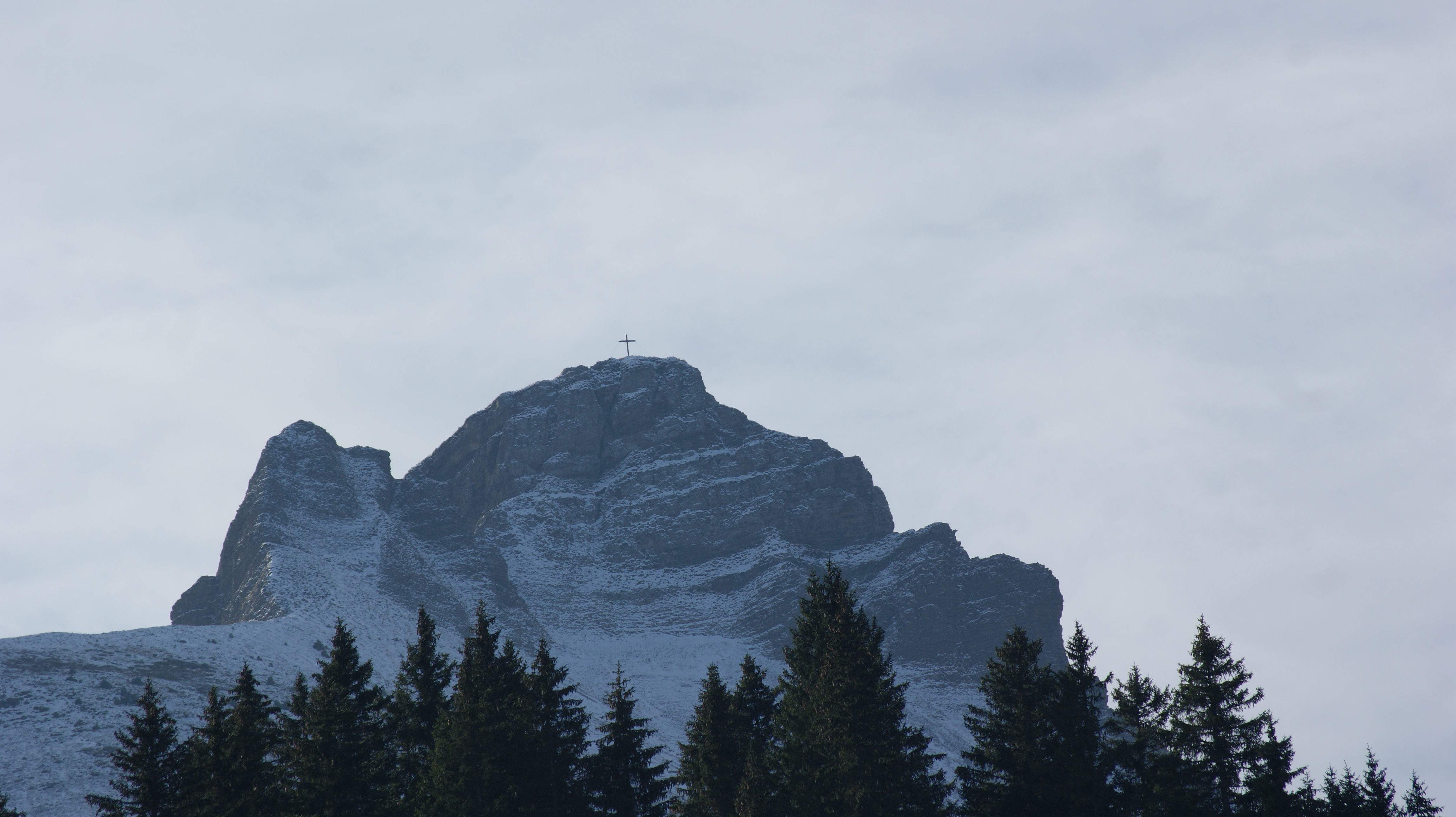
Damülser Mittagsspitze (blik vanaf de Alpe Roßstelle in Mellau)
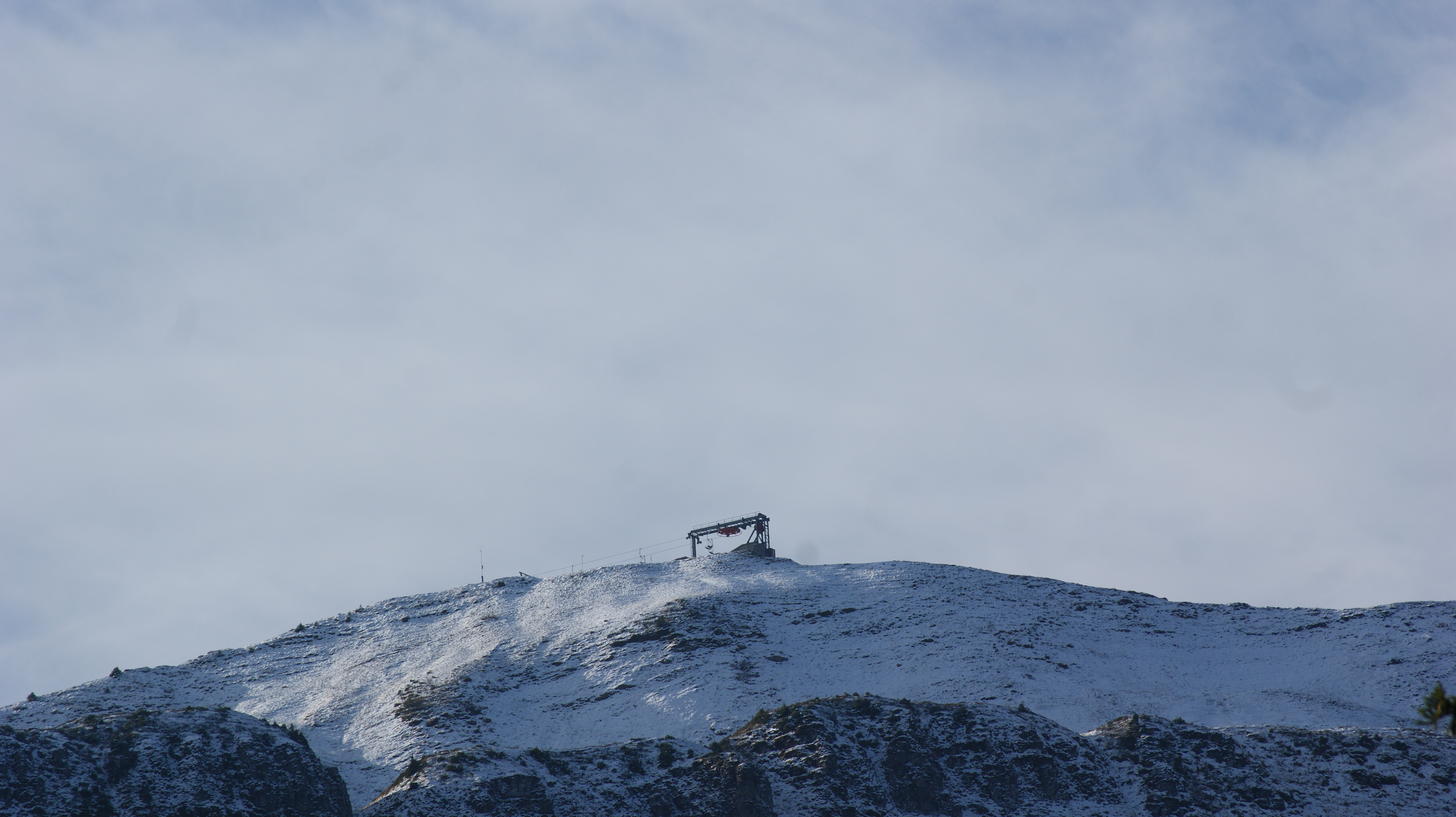
Het bergstation van de stoeltjeslift "Hohes Licht" in Damüls